# مارتن ريتوف
مارتن ريتوف (بالدنماركية: Martin Retov)‏ (5 مايو 1980 في الدنمارك - ) هو لاعب كرة قدم دانمركي في مركز الوسط. شارك مع منتخب الدنمارك تحت 21 سنة لكرة القدم ومنتخب الدنمارك لكرة القدم. أما مع النوادي، فقد لعب مع نادي بروندبي ونادي هورسينس وهانزا روستوك وKøge Boldklub ‏.

## مسيرته الكروية
لعب مارتن ريتوف خلال مسيرته الاحترافية مع 4 أندية في ثمانية عشر موسمًا وسجل خلالها 41 هدفًا ضمن 430 مباراة. حيث فاز في ثلاثة مواسم بالكأس وفي موسم واحد بالدوري.
خاض مارتن ريتوف مسيرته مع Køge Boldklub ‏ في موسم 1998–99 ليلعب معه خمسة مواسم، مشاركًا في 87 مباراة سجل خلالها 11 هدفًا. ثم انتقل إلى نادي بروندبي في موسم 2002–03 ليلعب معه ستة مواسم، حيث شارك في 159 مباراة سجل خلالها 18 هدفًا. لينتقل بعدها إلى نادي هانزا روستوك في موسم 2008–09 ولمدة موسمين، مشاركًا في 55 مباراة سجل خلالها 4 أهداف. ثم انتقل إلى نادي هورسينس في موسم 2010–11 ليلعب معه خمسة مواسم، مشاركًا في 129 مباراة سجل خلالها 8 أهداف.

## وصلات خارجية
- مارتن ريتوف على موقع الاتحاد الدولي (مؤرشف)  (الإنجليزية)
- مارتن ريتوف على موقع قاعدة بيانات كرة القدم.إي يو (الإنجليزية)
- مارتن ريتوف على موقع بيانات كرة القدم. دي إي (الألمانية)
- مارتن ريتوف على موقع ناشيونال فوتبول تيمز (الإنجليزية)
- مارتن ريتوف على موقع Soccerbase.com (لاعب) (الإنجليزية)
- مارتن ريتوف على موقع عالم كرة القدم.نت (الإنجليزية)